# Bandera de Arabia Saudita
La bandera de Arabia Saudita fue adoptada, en su forma actual, el 15 de marzo de 1973, aunque se ha usado desde 1932. Es de color verde y en el centro se muestra una inscripción en árabe, con escritura Zuluz, de la shahada o profesión de fe (uno de los cinco pilares del Islam), que dice:
لَا إِلٰهَ إِلَّا الله مُحَمَّدٌ رَسُولُ الله‎
lā ʾilāha ʾillā (A)llāh, Muhammadun rasūlu (A)llāh
“No hay más dios que Alá, [y] Mahoma es su profeta.”
Bajo esta inscripción hay una espada en disposición horizontal subrayando el texto, que simboliza la victoria de Ibn Saud. El color verde de la bandera es el color tradicional del Islam y se cree que proviene del color de la capa usada por el profeta Mahoma.

## Uso de la bandera

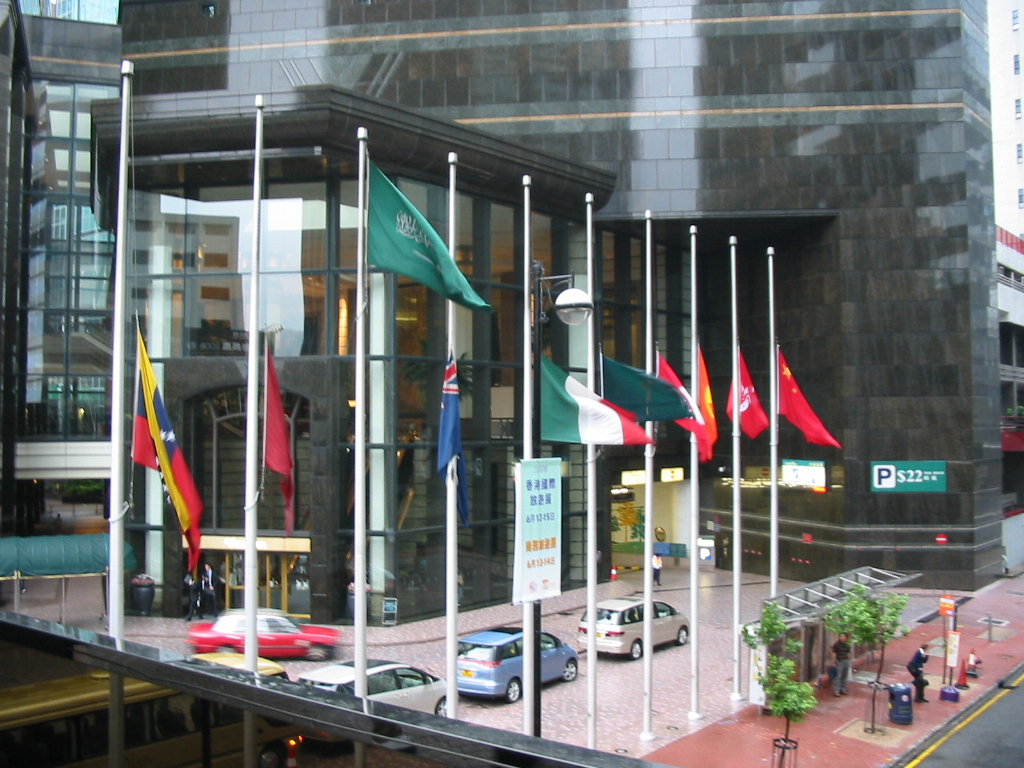
Banderas a media asta. La bandera saudí nunca se iza a media asta.

Como esta frase es considerada sagrada, la bandera no debe usarse en camisetas y otros elementos. Arabia Saudita protestó por la inclusión de la bandera en el balón de fútbol que la FIFA estaba preparando con las banderas de todos los participantes en la Copa Mundial de Fútbol de 2006, puesto que consideraron inaceptable golpear con los pies dicha frase. De igual forma, al contener la “Palabra de Dios”, la bandera saudita nunca ondea a media asta en señal de duelo.
Banderas verdes con esta, u otras inscripciones, se ven frecuentemente en el mundo islámico, y no deben confundirse con la bandera de Arabia Saudita. Normalmente estas otras banderas no llevan la espada. Además, la bandera saudita lleva la inscripción y la espada por los dos lados, para que se lea correctamente la shahada en todo momento, y es la razón del porque nunca debe ser izada a media asta.

## Otras banderas

Bandera de la marina mercante de Arabia Saudita
Bandera de la Armada de Arabia Saudita
Pabellón de proa de Arabia Saudita
Estandarte Real

## Banderas históricas
Los estados predecesores de la actual Arabia Saudita fueron el Néyed y el Hiyaz. La bandera del Néyed fue en la que se basaron, en gran medida, para crear la bandera del reino saudita. La bandera del Hiyaz sirvió de inspiración para las banderas de Jordania, Sudán o Palestina. La media luna está presente en las banderas sauditas desde 1744, aproximadamente.[cita requerida] Desde 1902 hasta 1921 fueron añadidas a la bandera diferentes lemas árabes. Uno de los principales oponentes a la dinastía sauditas fue la familia Al Rashid, afincada en el norte de la Península arábiga, hasta que fueron derrotados en 1921. 

El Estandarte negro fue una de las banderas usadas por el Califato ortodoxo y el Califato abasí
La bandera blanca fue usada por el Califato omeya y el Califato fatimí
Bandera verde usada por el Califato fatimí
La bandera amarilla fue el estandarte real del califa fatimí y la bandera estatal del  Califato ayubí, que conquistó lo que hoy en día es Hiyaz.
Esta bandera fue usada por el Sultanato mameluco, que heredo Hiyaz de los ayubís (1250-1517)
Bandera del Emirato de Diriyah desde 1744 hasta 1818, bandera de el Emirato de Néyed desde 1822 hasta 1891 y la bandera del Emirato de Riad desde 1902 hasta 1913
Bandera del Néyed desde 1744 hasta 1902.
Bandera del Néyed desde 1902 hasta 1921.
Bandera del Emirato Idrisid de Asir desde 1909 hasta 1927
Bandera de el Emirato de Riad desde 1902 hasta 1913
Bandera del Emirato de Néyed y Hasa desde 1913 hasta 1921
Bandera del Néyed desde 1921 hasta 1926, de la que se inspiró la bandera saudita actual. También fue la bandera oficial desde 1938 hasta 1973.
Bandera del Néyed desde 1926 hasta 1932, con borde blanco y sin espada.
Esta bandera fue usada por el Imperio otomano y correspondientemente por el Hiyaz otomano y Arabia otomana desde 1844 a 1916. Los otomanos capturaron Hiyaz de los Mamelucos en 1517.
Bandera del Emirato de Yabal Shammar, desde 1835 hasta 1920.
Bandera del Emirato de Yabal Shammar, 1920 a 1921
Bandera provisional del Hiyaz, 1916 a 1917.
Bandera del Jeque del Alto Asir desde 1916 hasta 1920
Bandera del Hiyaz de 1917 a 1920, basada en la bandera de la Rebelión Árabe.
Bandera del Hiyaz desde 1920 hasta 1926 y esta bandera también fue usada por el Califato Sharifiano desde 1924 hasta 1925, antes de que Hiyaz se uniera con Néyed para formar una unión
Bandera del Hiyaz desde 1926 hasta 1932.

Los Al Saud (la familia real de Arabia Saudita) han estado muy asociados con el movimiento religioso wahabita. Desde el siglo XVIII, los wahabitas han usado la shahada en sus banderas. En 1902 Abdulaziz Abdulrahman Al-Saud, líder de la casa Al Saud, añadió una espada a esta bandera. El diseño de la bandera no sería estandarizado hasta el 15 de marzo de 1973. Antes de esa fecha, variantes con 2 espadas y/o una franja vertical blanca al lado del asta se usaban con frecuencia. Para 1938, la bandera había asumido su forma moderna, excluyendo la espada (que tenía otro diseño y una hoja más curvada) y la shahada (que ocupaba más espacio).

Bandera de 1932 a 1934, con una franja vertical blanca al lado del asta
Bandera de 1934 a 1938, con la misma franja, más delgada
Bandera de 1938 a 1973